# 小米6
小米6是小米科技于北京时间2017年4月19日14时在北京工业大学体育馆发布的智能手机。分为标准版、陶瓷尊享版和亮银探索版三个产品版本，是小米手机数字系列的第六代机型。
于2018年4月发布的小米6X虽在小米的产品序列中列为小米6的衍生机型，但由于产品定义以及基本参数等相差巨大，故本词条不包含小米6X的相关信息。有关于小米6X的相关信息，请见词条小米6X。

## 简介
2017年4月11日，小米官方微博发布海报，根据海报透露的消息，将于4月19日正式发布小米6。4月19日，小米在北京工业大学体育馆召开了小米6新品发布会，小米董事长雷军为产品作介绍。
小米6正面采用一块5.15英寸16:9比例的LCD屏幕，分辨率为1920*1080，由JDI或夏普供应，是小米数字系列机型最后一次采用LCD屏幕以及标准16:9比例屏幕。屏幕上方区域从左至右依次为800万像素的前置摄像头、光线距离感应器、听筒以及隐藏式呼吸灯。呼吸灯取消了小米5S及其之前历代小米机型采用的红、绿、蓝三色LED元件，改为只能发出白色光的LED元件。屏幕下方正中央为电容式指纹识别键，其左侧和右侧分别为两个虚拟按键，可在系统内设置按键功能。机身采用抛光不锈钢边框及按键，左侧设有弹出式SIM卡安装槽，右侧设有音量加减键以及电源/亮灭屏按键。机身背面采用玻璃或氧化锆陶瓷材质的曲面后盖，背面左上角从左至右分别为双色闪光灯、主摄像头及副摄像头。背面下方为电镀印刷的Mi字logo，呈镜面效果。
小米6搭载3350毫安时电池，支持全功能NFC和红外遥控功能。机身首次取消了3.5mm的音频接口，其数据传输、充电以及音频输出输入功能均以USB Type-C接口取代。但包装盒没有附送Type-C耳機，只有一個Type-C轉3.5mm音频接口的转换头。
小米6采用高通骁龙835 SoC，由美国高通公司设计、三星半导体生产。配以4GB或6GB的LPDDR4X运行内存，以及64GB或128GB的UFS2.1闪存。影像系统方面，小米6搭载了两枚1200万像素摄像头，其中主摄像传感器为索尼imx386传感器，支持光学防抖，副摄像传感器为三星S5K3M3。该摄像头模组与小米Note 3相同。
小米6提供了亮黑、亮蓝、亮白三种颜色，另有限量发售的亮银探索版。其中亮白色因产量控制等原因发售较少，市售以黑蓝两色居多。小米6另发布了黑色陶瓷版，较普通版重约14g。
小米6发布时提供6GB RAM+64GB ROM和6GB RAM+128GB ROM两个存储版本，零售价分别为2499元和2699元人民币。其中亮白色仅发售了6GB RAM+64GB ROM一个存储版本。2017年11月，小米又追加了4GB RAM+64GB ROM版本，售价2299元。陶瓷版本仅有6GB RAM+128GB ROM一个版本，售价2999元；亮银探索版为限量发售，仅有6GB RAM+128GB ROM一个存储版本，售价为3999元人民币。

## 设计
小米6设计采用四曲面工艺，让整机视觉更贴合，也更有圆润手感，而不锈钢高亮边框则让这种整体感延伸到正面。该设计工艺也解决了玻璃材质曲面贴合度的问题。手机的屏幕尺寸为5.15寸，采用左右窄边效果。小米6的指纹识别功能采用汇顶科技研制的IFS无孔式指纹识别器，由于没有正面按压开孔，因此整体感更强。手机还支持防泼溅级别防水，取消了耳机接口。

## 软件
小米6预装了基于Android 7.1.1 Nougat的MIUI 8.2系统，后续分别于2017年11月、2018年9月、2019年9月推送了MIUI 9、MIUI 10和MIUI 11的更新。2020年4月27日MIUI 12发布后，小米6获得了基于Android 9的MIUI 12的内测版系统更新，但内测版系统更新已于2020年6月18日停止。
小米6与小米旗下其他手机一样，系统支持应用双开功能，而且支持的应用也比其它机型多，同时提供手机分身功能，可以创建独立的空间，将数据和信息加密隔离。此外，系统还提供了直播、视频、Mi Pay和小米漫游等特色服务。
小米6发布时并不支持人脸识别解锁，在2017年9月21日推送的MIUI 9系统包中，小米为其加入了人脸识别解锁的功能。此后，该功能被内置进稳定版开发分支中。

## 销售
中国大陆地区方面，小米6自发布后，先期开放线上渠道预约，而小米之家则要到4月27日14时才开放预约，用户可以关注小米之家的官方微信预约。小米6于2017年4月28日上午10点在中国大陆地区开始销售。该机在小米官网、小米之家、天猫、京东、苏宁同步发售。虽然供货数量官方并没有公布，但开售当日，仅1分钟就宣告售罄。为了让更多的用户买到手机，小米还开启了微信预约店中付款取货的购买方式。然而在线下店开卖现场，出现了黄牛加价扫货的情况。在随后几次的开售中，一样出现了售罄的情况。有媒体分析称，售罄的主要原因是受到供应链影响，出货量无法达到预期，另一方面是消费者过于热情。对此，雷军曾表示过小米6正在抓紧生产，自6月开始，供货有所改善。
香港方面，小米6于2017年7月25日发售，香港首发地点定在位于銅鑼灣的小米之家。台湾方面，小米6于6月27日在台湾发布，與香港小米同日發售，於小米官网和小米之家发售陶瓷尊享版。
2018年4月后，小米6在中国大陆市场陆续停产退市。

## 评价
小米6上市之后，由于其采用的外观工艺及机身做工优于小米所有前代机型，且功耗比、性能表现和拍照表现均十分均衡，小米6饱受国内外媒体以及数码爱好者的赞誉。甚至直到2020年，在一些数码爱好者的交流社区中，小米6仍旧是活跃机型之一。坊间也有“买新不买旧，除非小米6”之类的说法加以调侃。

### 国外媒体
- 据Android Authority的评价称，小米6有价格优势，对于很多西方人来说，这是一个令人难以置信的价格。但该网站同时表示小米6“可能不是一个完美的旗舰”[15]。
- 美国CNET评价称：“5.15英寸小米6看起来只是小米推出的另一款Android手机，小米错过了机会，证明自己有能力创新的机会”[16]。
- PCWorld用一句话评价小米6“三星S7的外形、S8的性能、iPhone 7的拍照、却只要它们一半的价格”[17]。
- 英国TechAdvisor评价称“小米6是一部惊人的手机，不会让人失望”[18]。
- Engadget中文版评价小米6称“小米6占到了天时地利，凭借过硬的产品力，看来也不用像过去那样担心任何的问题[19]。”

### 中国媒体
- 太平洋电脑网评价称“小米6性价比颇高，它的设计工艺的确提高了不少，整体的质感和手感都有明显的提升”[8]。
- 威锋网的评价称，“小米6是一台没什么毛病的手机，迎合潮流的圆润机身，加上双面玻璃，双摄像头的布局也还不错，其他的 USB、红外、听筒等开孔基本都是居中布局，也不会让强迫症难受，已经算是小米手机设计史上最耐看的一款了[20]。”

### 相关问题
- 初批上市的小米6存在有充电时自动重启的问题，后小米推出了更新包加以修复[21]。小米官方声明解释称充电时重启的原因来自于高通骁龙835芯片的驱动bug。

- 小米6因设计有生活级防水，由于充填有防水泡棉胶，玻璃后盖与金属边框连接处存在比较明显的缝隙。同样使用玻璃后盖的三星Galaxy S8/S8Plus也有相似的问题。

- 小米6初期批次还存在无线网络异常断开或显示wifi图标但无网速（断流）的问题，曾有媒体分析称，这些问题是忽视产品质量和用户体验造成的[22]，但事实上包括一加手机5等搭载高通骁龙835芯片的手机上市时都存在这一问题。后小米通过推送更新包将其修复。